# Strobilanthes accrescens
Strobilanthes accrescens är en akantusväxtart. Strobilanthes accrescens ingår i släktet Strobilanthes och familjen akantusväxter.

## Underarter
Arten delas in i följande underarter:
- S. a. accrescens
- S. a. teraoi